# Ка Бјанка (Комо)
Ка Бјанка је насеље у Италији у округу Комо, региону Ломбардија.
Према процени из 2011. у насељу је живело 5 становника. Насеље се налази на надморској висини од 209 м.